# Okikaze (tàu khu trục Nhật)
Okikaze (tiếng Nhật: 沖風) là một tàu khu trục thuộc lớp Minekaze được chế tạo cho Hải quân Đế quốc Nhật Bản ngay sau khi kết thúc Chiến tranh Thế giới thứ nhất. Chúng là những tàu khu trục hàng đầu của Hải quân Nhật trong những năm 1930, nhưng đã bị xem là lạc hậu vào lúc nổ ra Chiến tranh Thái Bình Dương. Okikaze hầu như chỉ đảm trách vai trò tuần tra chống tàu ngầm và hộ tống đoàn tàu vận tải trong Chiến tranh Thế giới thứ hai cho đến khi bị tàu ngầm Mỹ USS Trigger đánh chìm ở về phía Đông Nam Yokosuka vào ngày 10 tháng 1 năm 1943.

## Thiết kế và chế tạo
Việc chế tạo lớp tàu khu trục kích thước lớn Minekaze được chấp thuận như một phần trong Chương trình Hạm đội 8-4 của Hải quân Đế quốc Nhật Bản trong giai đoạn năm tài chính 1917-1920, kèm theo lớp Momi cỡ trung vốn chia sẻ nhiều đặc tính thiết kế chung. Được trang bị động cơ mạnh mẽ, những con tàu này có tốc độ cao và được dự định hoạt động như những tàu hộ tống cho những chiếc tàu chiến-tuần dương thuộc lớp Amagi mà cuối cùng đã không được chế tạo.
Okikaze, chiếc thứ ba của lớp tàu này, được chế tạo tại Xưởng hải quân Maizuru. Nó được đặt lườn vào ngày 22 tháng 2 năm 1919; được hạ thủy vào ngày 3 tháng 10 năm 1919; và được đưa ra hoạt động vào ngày 17 tháng 8 năm 1920.

## Lịch sử hoạt động
Sau khi hoàn tất, Okikaze được tập hợp cùng với các con tàu chị em Minekaze, Sawakaze và Yakaze tại Quân khu Hải quân Sasebo để hình thành nên Hải đội Khu trục 2 trực thuộc Hạm đội 2 Hải quân Đế quốc Nhật Bản. Trong những năm 1930-1932, Hải đội Khu trục 2 được chuyển sang Không Hạm đội 1 Hải quân Đế quốc Nhật Bản trong thành phần hộ tống cho tàu sân bay Akagi, để trợ giúp vào việc tìm kiếm và giải cứu những máy bay lâm nạn.
Vào lúc xảy ra Sự kiện Thượng Hải năm 1932, Okikaze tham gia tuần tra dọc theo sông Dương Tử tại Trung Quốc.

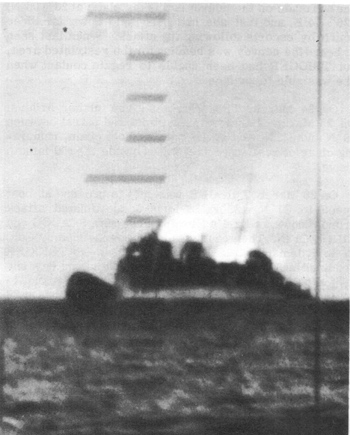
Ảnh nhìn qua kính tiềm vọng của tàu ngầm USS Trigger khi đánh chìm Okikaze

Vào lúc xảy ra cuộc tấn công Trân Châu Cảng, Okikaze đang đặt căn cứ tại Quân khu Phòng thủ Ominato tại miền Bắc nước Nhật, được phân công nhiệm vụ tuần tra eo biển Tsugaru và dọc theo bờ biển phía Nam đảo Hokkaido.
Đến tháng 4 năm 1942, Okikaze được điều về Quân khu Hải quân Yokusuka, nơi nó được giao nhiệm vụ tuần tra chống tàu ngầm ở lối ra vào vịnh Tokyo cho đến hết quãng đời phục vụ trong chiến tranh, chỉ thỉnh thoảng hộ tống các đoàn tàu vận tải dọc theo bờ biển Nhật Bản đến Kushimoto, Wakayama, hay tuần tra đến phía Bắc Honshu cho đến cuối năm 1942.
Vào ngày 10 tháng 1 năm 1943, Okikaze trúng phải ngư lôi phóng từ tàu ngầm Mỹ USS Trigger chỉ cách 56 km (35 dặm) về phía Đông Nam Yokosuka, trong tầm nhìn thấy hải đăng Katsura, ở tọa độ 35°02′B 140°12′Đ / 35,033°B 140,2°Đ. Một quả ngư lôi trúng ngay sàn tàu chính làm tháp cấu trúc thượng tầng chỉ huy bị nghiêng 45°, một quả khác trúng vào đuôi của Okikaze. Con tàu khu trục chìm nhanh chóng với tổn thất gần hết thủy thủ đoàn, kể cả thuyền trưởng của nó.
Tuy nhiên, Okikaze đã không được chính thức gạch tên khỏi danh sách Đăng bạ Hải quân cho đến tận ngày 1 tháng 3 năm 1944.

## Danh sách thuyền trưởng
- Thiếu tá Takeyoshi Ikeda: 17 tháng 8 năm 1920 - 1 tháng 11 năm 1922 (thăng Trung tá tại chức)
- Trung tá Toma Uematsu: 1 tháng 11 năm 1922 - 1 tháng 12 năm 1922
- Thiếu tá Tanetsugu Kuge: 1 tháng 12 năm 1922 - 20 tháng 11 năm 1923
- Thiếu tá Kiyohachi Negishi: 20 tháng 11 năm 1923 - 31 tháng 5 năm 1924
- Thiếu tá Minoru Yamaguchi: 31 tháng 5 năm 1924 - 1 tháng 12 năm 1925
- Trung tá Jiro Saito: 1 tháng 12 năm 1925 - 1 tháng 9 năm 1926
- Trung tá Isao Todo: 1 tháng 9 năm 1926 - 1 tháng 12 năm 1926
- Thiếu tá Shichiro Ikeda: 1 tháng 12 năm 1926 - 28 tháng 5 năm 1927
- Thiếu tá Keizo Sato: 28 tháng 5 năm 1927 - 30 tháng 11 năm 1929
- Thiếu tá Yoshioki Tawara: 30 tháng 11 năm 1929 - 20 tháng 11 năm 1930
- Thiếu tá Ryukichi Tamura: 20 tháng 11 năm 1930 - 1 tháng 12 năm 1932
- Thiếu tá Chonosuke Murakami: 1 tháng 12 năm 1932 - 6 tháng 11 năm 1934
- Lực lượng Dự bị: 6 tháng 11 năm 1934 - 15 tháng 6 năm 1936
- Trung tá Minegoro Kameyama: 15 tháng 6 năm 1936 - 1 tháng 3 năm 1937
- Thiếu tá Torashiro Takeuchi: 1 tháng 3 năm 1937 - 5 tháng 3 năm 1938
- Thiếu tá Shizuo Akazawa: 5 tháng 3 năm 1938 - 15 tháng 12 năm 1938
- Thiếu tá Yoshio Kawashima: 15 tháng 12 năm 1938 - 15 tháng 1 năm 1939
- Thiếu tá Shinichi Miyauchi: 15 tháng 1 năm 1939 - 18 tháng 3 năm 1939
- Thiếu tá Yoshitake Uesugi: 18 tháng 3 năm 1939 - 15 tháng 10 năm 1940
- Thiếu tá Hiroo Yamana: 15 tháng 10 năm 1940 - 12 tháng 4 năm 1942
- Thiếu tá Gisaburo Iuchi: 12 tháng 4 năm 1942 - 10 tháng 1 năm 1943 (tử trận, được truy thăng Trung tá)